# Schoenesmahl
Schoenesmahl is een geslacht van uitgestorven hagedissen, behorend tot de Iguanomorpha, dat leefde tijdens het Vroeg-Jura in het gebied van het huidige Duitsland. De typesoort is Schoenesmahl dyspepsia

## Vondst en naamgeving
In 1859 kwam het fossiel van Compsognathus onder de aandacht van de wetenschap. Het was een klein skelet van een lid van de Coelurosauria, bewaard gebleven op een enkele steenplaat die gedolven was in een steengroeve in Beieren in de kalksteenlagen van Solnhofen die beroemd zijn om hun talrijke perfect geconserveerde resten van uitgestorven dieren. Indertijd was het het meest gave Mesozoïsche dinosauriërexemplaar dat men ooit gevonden had.

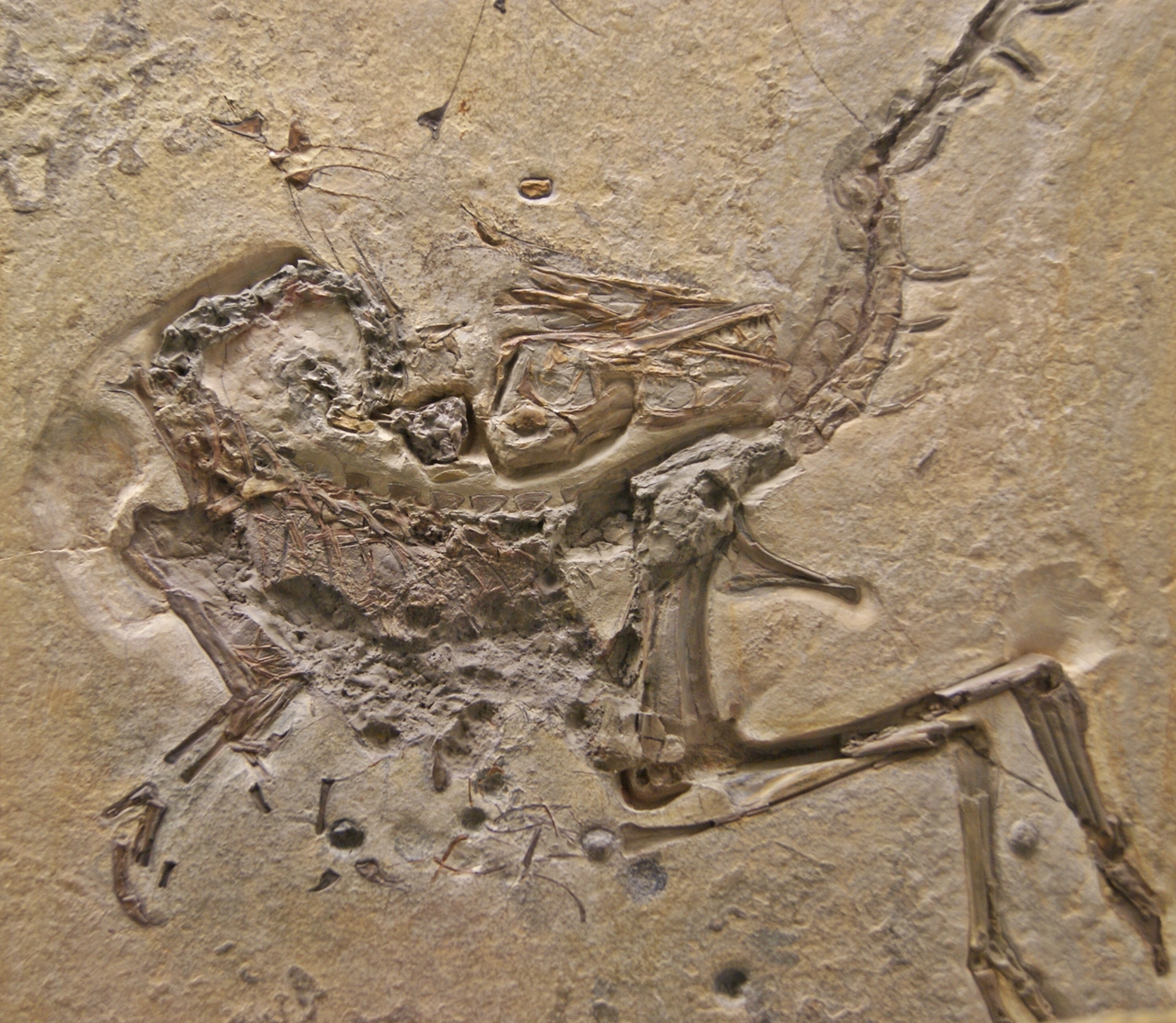
Compsognathus met Schoenesmahl in de maag

Ook de Amerikaanse paleontoloog Othniel Charles Marsh onderzocht het stuk. Het viel hem op dat in de buikholte kleinere botten te zien waren die niet van Compsognathus zelf leken te zijn. Hij opperde in 1889 dat het om een embryo ging.
In 1903 onderzocht baron Franz Nopcsa het fossiel opnieuw. Hij kwam tot de conclusie dat het een verzwolgen hagedis betrof. Het type-exemplaar van Compsognathus was dus met maaltijd en al geconserveerd. In 1978 wees John Ostrom in het kader van een nieuwe beschrijving van Compsognathus de hagedis toe aan Bavarisaurus macrodactylus (Wagner 1854) Hofstetter 1953, een hagedissensoort die van andere exemplaren uit Solnhofen bekend was.
In 2014 voerde Jack Lee Conrad een fylogenetische analyse uit van uitgestorven hagedissen. Daarvoor was het nodig zoveel mogelijk van hun kenmerken in detail te bepalen. Hij concludeerde dat het exemplaar in de buikholte van Compsognathus een ander taxon was dan Bavarisaurus macrodactylus.
In 2017 benoemde en beschreef Conrad postuum de typesoort Schoenesmahl dyspepsia. De geslachtsnaam is het Duits schönes Mahl. Daarmee meende Conrad niet dat Compsognathus aan zijn laatste maal nog een mooie maaltijd gehad had; schönes was bedoeld als genitief van schön en de 'schone' was in dit geval Compsognathus zelf, wiens naam in het Grieks 'bevallige kaak' betekent. De soortaanduiding betekent 'slechte vertering' in het Grieks, als verwijzing naar het feit dat Compsognathus de buik vol moet hebben gehad van zijn prooi die in ieder geval nog niet verteerd was.
Het holotype SNSB-BSPG AS I 563b is gevonden in een laag van de Solnhofenformatie die dateert uit het Tithonien. Het bestaat uit een gedeeltelijk skelet met schedel en onderkaken. Het skelet is gezien de vondstomstandigheden nog opmerkelijk compleet. Het midden van de schedel en onderkaken ontbreekt. Ook mist het de wervels van de nek en de voorste rug, de gehele schoudergordel, de uiterste delen van de onderarmen, van het bekken de zitbeenderen en darmbeenderen, en van de poten de tarsalia en uiterste teenkootjes. Staart en achterpoten lagen in verband in, vermoedelijk, de maag van Compsognathus. Schedeldelen en onderkaken bevonden zich veel verder naar achteren.

## Beschrijving

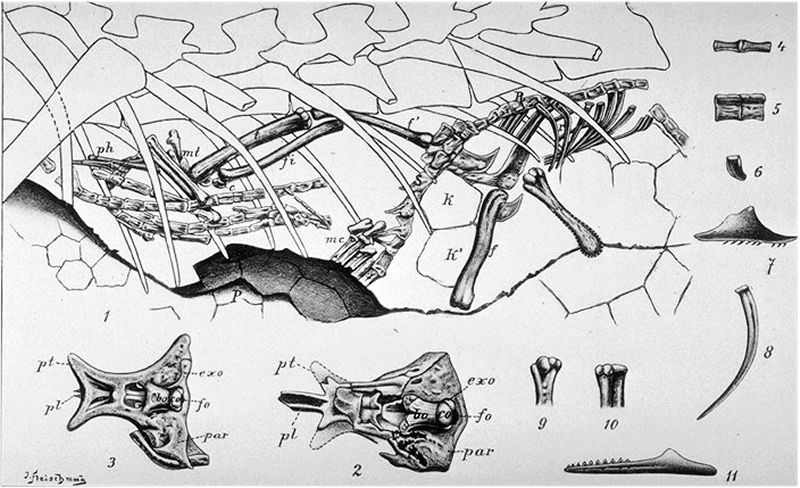
Nopcsas illustratie van de schoenesmahl in de romp van het holotype

Conrad schatte de oorspronkelijke lengte van het exemplaar op vijfentwintig centimeter. Daarvan zouden kop, nek en romp ongeveer vijfenzeventig millimeter hebben uitgemaakt.
Conrad wist enkele kenmerken vast te stellen waarin Schoenesmahl zich onderscheidt van andere hagedissen in de lagen van Solnhofen gevonden. Die bewijzen dat het om een geldig taxon gaat.
Van Bavarisaurus macrodactylus verschilt Schoenesmahl door een U-vormige in plaats van W-vormige beennaad tussen de voorhoofdsbeenderen en de wandbeenderen; door gepaarde wandbeenderen; en een tak van het supratemporale naar het het wandbeen die evenwijdig aan de lengterichting van het lichaam georiënteerd is in plaats van overdwars gericht.
Verschillen met Eichstaettisaurus schroederi bestaan uit een zwak gebogen voorste tak van het neusbeen; een van voor naar achter langwerpig prefrontale; en voorhoofdsbeenderen die evenwijdige buitenste zijkanten hebben in plaats van een zandloperstructuur te vormen tussen de oogkassen.
Van Eichstaettisaurus gouldi Evans, Raia & Barbera 2004 verschilt Schoenesmahl in een achteraan verbreed retroarticulair uitsteeksel van het articulare, de hefboom aan de achterzijde van de onderkaak met welke een spier de muil opent.
Met zowel E. schroederi als E. gouldi is het verschil dat het voorhoofdsbeen geen duidelijke uitsteeksels heeft onder de reuklobben.

## Fylogenie
Schoenesmahl werd binnen de Eichstaettisauridae geplaatst. Het is dus wel een nauwe verwant van andere hagedissen in zijn habitat.

## Levenswijze
Schoenesmahl moet een rover op kleine ongewervelden geweest zijn in zijn leefgebied, vermoedelijk een klein eiland. Zijn lange achterpoten deelt hij met moderne hagedissen die rennende dagdieren zijn. Conrad opperde dat Compsognathus redelijk in het donker kon zien en dat Schoenesmahl het daglicht opzocht om een de dinosauriër te ontkomen, lange poten evoluerend om er zo snel mogelijk vandoor te gaan.